# Onthophagus miyakei
Onthophagus miyakei là một loài bọ cánh cứng trong họ Bọ hung (Scarabaeidae).